# Maison natale de Louis Braille
La maison natale de Louis Braille parfois nommée maison Louis Braille ou encore musée Louis-Braille est la maison natale de Louis Braille située à Coupvray en Seine-et-Marne en France. Elle est occupée par un musée consacré à la vie de Louis Braille.
Elle est inscrite aux monuments historiques depuis 1966 et labellisée Maisons des Illustres depuis 2011.